# 第10施設群
第10施設群（だいじゅうしせつぐん、英語:JGSDF 10th Engineer Group(Construction)）は、陸上自衛隊船岡駐屯地（宮城県柴田郡柴田町）に群本部が駐屯する第2施設団隷下の施設科部隊である。

## 概要
第103建設大隊を母体として1974年（昭和49年）3月に陸上自衛隊で10番目となる施設群である。群長は、1等陸佐（二）が充てられ、群本部、本部管理中隊および3個の施設中隊から編成されている。群主力が船岡駐屯地に、1個施設中隊が岩手駐屯地に駐屯しており、施設科部隊としてさまざまな災害派遣や国際貢献活動で活躍している。

## 沿革
第103建設大隊
- 1954年（昭和29年）10月27日：第103建設大隊が豊川駐屯地に編成。

- 1960年（昭和35年）
  - 3月15日：豊川駐屯地から船岡駐屯地に移駐。
  - 3月31日：第1建設群（朝霞駐屯地）の隷下部隊から直轄部隊として東北方面隊に編合。
- 1961年（昭和36年）8月17日：第103建設大隊が第2施設団（仙台駐屯地）に編合。

第10施設群
- 1974年（昭和49年）3月26日：第103建設大隊（船岡駐屯地）を廃止・改編し、第309地区施設隊（岩手駐屯地）を隷下に編合し、第10施設群が船岡駐屯地に新編。第2施設団に編合。

※ 編成　群本部・本部中隊、第326施設中隊～第328施設中隊、第304施設器材中隊、第312ダンプ車両中隊、第309地区施設隊（岩手駐屯地）
- 1983年（昭和58年）3月28日：第312ダンプ車両中隊（船岡駐屯地）が直轄部隊として第2施設団に編合。
- 1989年（平成元年）3月24日：部隊新・改編。

1. 本部中隊を本部管理中隊に改編。
2. 第309地区施設隊（岩手駐屯地）を廃止・改編し、第346施設中隊を岩手駐屯地に新編。

- 1998年（平成10年）第328施設中隊（船岡駐屯地）を廃止・改編し、第303坑道中隊および第301水際障害中隊を船岡駐屯地に新編。
- 2006年（平成18年）3月27日：後方支援体制移行に伴い、整備部門を東北方面後方支援隊第105施設直接支援大隊第1直接支援中隊に移管。
- 2010年（平成22年）3月25日：機能別中隊に改編[1]。

1. 第326施設中隊（船岡駐屯地）を廃止・改編し、第384施設中隊「築城」を船岡駐屯地に新編。
2. 第327施設中隊（船岡駐屯地）を廃止・改編し、第386施設中隊「機動支援」を船岡駐屯地に新編。
3. 第304施設器材中隊（船岡駐屯地）を廃止・改編し、第385施設中隊「障害」を船岡駐屯地に新編。
4. 第346施設中隊（岩手駐屯地）を廃止・改編し、第387施設中隊「交通」を岩手駐屯地に新編。
5. 第303坑道中隊（船岡駐屯地）を廃止。

- 2017年（平成29年）3月27日：第301水際障害中隊（船岡駐屯地）を直轄部隊として第2施設団に編合[2]。
- 2018年（平成30年）3月27日：

1. 第385施設中隊「障害」（船岡駐屯地）を廃止。
2. 第384施設中隊「築城」を「築城・障害」中隊に改編。

- 2025年（令和07年）3月23日：第386施設中隊「機動支援」（船岡駐屯地）を廃止[3]。

## 部隊編成・駐屯地
編成
- 第10施設群本部
- 本部管理中隊「10施群-本」
  - 中隊本部
  - 群本部勤務班
  - 偵察班
  - 通信班
  - 衛生班
- 第384施設中隊「384施」（築城、障害）
- 第387施設中隊「387施」（交通）

駐屯地
- 船岡駐屯地（宮城県柴田郡柴田町）
  - 群本部および本部管理中隊
  - 第384施設中隊
- 岩手駐屯地（岩手県滝沢市）
  - 第387施設中隊

## 整備支援部隊
- 東北方面後方支援隊第105施設直接支援大隊第1直接支援中隊「105施直支-1」：2006年（平成18年）3月27日から
- 東北方面後方支援隊第105施設直接支援大隊第1直接支援中隊岩手派遣隊「105施直支-1」：2010年（平成22年） 3月25日から（第387施設中隊を支援）

## 主要幹部
| 官職名       | 階級    | 氏名     | 補職発令日     | 前職                       |
| ------------ | ------- | -------- | -------------- | -------------------------- |
| 第10施設群長 | 1等陸佐 | 竹菴吉文 | 2023年08月29日 | 陸上自衛隊施設学校主任教官 |

| 代 | 氏名         | 在職期間                        | 前職                                     | 後職                                                    |
| -- | ------------ | ------------------------------- | ---------------------------------------- | ------------------------------------------------------- |
| 01 | 足立芳明     | 1974年03月26日 - 1976年03月15日 | 第2施設団本部付                          | 第2施設団副団長                                         |
| 02 | 足立豊重     | 1976年03月16日 - 1977年07月31日 | 陸上自衛隊施設学校学校教官               | 陸上自衛隊施設学校総務部長                              |
| 03 | 中尾時久     | 1977年08月01日 - 1979年03月15日 | 陸上幕僚監部付                           | 陸上幕僚監部防衛部防衛課防衛班長                        |
| 04 | 岩崎寛良     | 1979年03月16日 - 1981年07月31日 | 中部方面総監部装備部施設課長             | 大久保駐とん地業務隊長                                  |
| 05 | 長江光一     | 1981年08月01日 - 1984年03月15日 | 陸上幕僚監部教育訓練部教育課 学校第2班長 | 防衛大学校教授                                          |
| 06 | 玉村三郎     | 1984年03月16日 - 1986年03月16日 | 陸上幕僚監部防衛部研究課分析班長         | 統合幕僚会議事務局第5幕僚室 分析室長                    |
| 07 | 長池政彦     | 1986年03月17日 - 1988年03月15日 | 陸上幕僚監部監理部会計課予算班長         | 西部方面総監部人事部長                                  |
| 08 | 西本千秋     | 1988年03月16日 - 1990年03月15日 | 陸上幕僚監部人事部募集課総括班長         | 防衛大学校教授                                          |
| 09 | 木暮晃治     | 1990年03月16日 - 1992年03月15日 | 北部方面総監部装備部施設課長             | 陸上自衛隊施設補給処企画室長                            |
| 10 | 吉田道也     | 1992年03月16日 - 1994年07月31日 | 陸上幕僚監部装備部施設課総括班長         | 第5施設団副団長                                         |
| 11 | 山口英友     | 1994年08月01日 - 1996年12月15日 | 自衛隊愛知地方連絡部募集課長             | 陸上自衛隊施設補給処補給部長                            |
| 12 | 根〆文雄     | 1996年12月16日 - 1998年07月31日 | 陸上自衛隊施設補給処企画室長             | 陸上自衛隊富士学校管理部長                              |
| 13 | 西村智聡     | 1998年08月01日 - 2000年03月22日 | 陸上幕僚監部人事部人事計画課 服務班長    | 陸上自衛隊施設学校教育部長                              |
| 14 | 浅見憲司     | 2000年03月23日 - 2002年03月21日 | 陸上幕僚監部装備部施設課建設班長         | 自衛隊京都地方連絡部長                                  |
| 15 | 大坪義彦     | 2002年03月22日 - 2003年11月30日 | 中部方面総監部防衛部防衛課長             | 陸上自衛隊幹部学校主任教官                              |
| 16 | 加藤市治     | 2003年12月01日 - 2005年07月31日 | 第1師団司令部第4部長                     | 陸上自衛隊富士学校管理部長                              |
| 17 | 石橋善郎     | 2005年08月01日 - 2007年12月02日 | 陸上幕僚監部装備部施設課器材班長         | 陸上自衛隊研究本部研究員                                |
| 18 | 矢野光宏     | 2007年12月03日 - 2009年11月30日 | 陸上自衛隊幹部学校学校教官               | 陸上自衛隊施設学校教育部長                              |
| 19 | 外屋寿郎     | 2009年12月01日 - 2011年04月18日 | 陸上自衛隊研究本部研究員                 | 陸上自衛隊研究本部主任研究開発官                        |
| 20 | 中田茂喜     | 2011年04月19日 - 2014年03月22日 | 陸上自衛隊研究本部研究員                 | 北部方面施設隊副隊長                                    |
| 21 | 豊田真       | 2014年03月23日 - 2015年12月17日 | 統合幕僚監部運用部運用第2課 国際協力室長 | 中央即応集団司令部幕僚長 兼 座間駐屯地司令              |
| 22 | 仲西勝典     | 2015年12月18日 - 2017年08月07日 | 陸上幕僚監部人事部補任課 人事第2班長     | 陸上幕僚監部監理部総務課長                              |
| 23 | 黒木勇人     | 2017年08月08日 - 2019年07月31日 | 陸上自衛隊研究本部研究員                 | 防衛装備庁プロジェクト管理部 装備技術官付装備技術調整官 |
| 24 | 倉本浩二     | 2019年08月01日 - 2021年07月31日 | 陸上自衛隊教育訓練研究本部教官           | 陸上自衛隊教育訓練研究本部勤務                          |
| 25 | 木ノ下憲一郎 | 2021年08月01日 - 2023年08月28日 | 東北方面総監部法務官                     | 陸上幕僚監部総括副法務官                                |
| 26 | 竹菴吉文     | 2023年08月29日 -                | 陸上自衛隊施設学校主任教官               |                                                         |

## 主要装備
- 道路障害作業車
- 83式地雷敷設装置
- 94式水際地雷敷設装置
- 92式浮橋
- 81式自走架柱橋
- グレーダ
- 掩体掘削機
- 坑道掘削装置
- 道路障害作業車
- 資材運搬車
- バケットローダ
- トラッククレーン
- タイヤローラ
- 89式5.56mm小銃
- 62式7.62mm機関銃
- 110mm個人携帯対戦車弾
- 3 1/2tトラック / 73式大型トラック
- 1 1/2tトラック / 73式中型トラック
- 1/2tトラック / 73式小型トラック
- 3トン半ダンプ
- 1トン半救急車

## 警備隊区
宮城県の県南の地域（１市４町）

## 廃止（改編）部隊
- 1989年（平成元年）3月24日廃止
  - 第309地区施設隊「309地施」（岩手駐屯地）：第346施設中隊（岩手駐屯地）に改編。
- 1998年（平成10年）3月廃止
  - 第328施設中隊「328施」（船岡駐屯地）：第303坑道中隊および第301水際障害中隊を船岡駐屯地に新編。
- 2010年（平成22年）3月25日廃止
  - 第326施設中隊「326施」（船岡駐屯地）：第384施設中隊「築城」を船岡駐屯地に新編。
  - 第327施設中隊「327施」（船岡駐屯地）：第386施設中隊「機動支援」を船岡駐屯地に新編。
  - 第346施設中隊「346施」（岩手駐屯地）：第387施設中隊「交通」を岩手駐屯地に新編。
  - 第304施設器材中隊「304施器」（船岡駐屯地）：第385施設中隊「障害」を船岡駐屯地に新編。
  - 第303坑道中隊「303坑」（船岡駐屯地）：
- 2018年（平成30年）3月27日
  - 第385施設中隊「385施」（船岡駐屯地）：「障害」中隊を廃止。
- 2025年（令和07年）3月23日
  - 第386施設中隊「386施」（船岡駐屯地）：「機動支援」中隊を廃止。[3]